# Hibristofilie
Hybristofilie is een parafilie met seksuele belangstelling voor en aantrekkingskracht op mensen die misdaden plegen. De term is afgeleid van het Griekse woord hubrizein (ὑβρίζειν), wat betekent "een wandaad tegen iemand begaan" (uiteindelijk afgeleid van hubris ὕβρις, "overmoed"), en philo, wat betekent "een sterke affiniteit/voorliefde hebben voor".
Veel beruchte criminelen, vooral zij die gruwelijke misdaden hebben begaan, ontvangen in de gevangenis fanmail die soms amoureus of seksueel getint is, vermoedelijk als gevolg van dit fenomeen. In sommige gevallen zijn bewonderaars van deze criminelen in de gevangenis gaan trouwen met het voorwerp van hun affectie. 
In de populaire cultuur staat dit fenomeen ook bekend als het "Bonnie en Clydesyndroom".